# Sofilo
Sofilo o Sophilos (fl. 580 a.C. / 570 a.C.) fu un ceramografo attico dello stile a figure nere.

## Attività

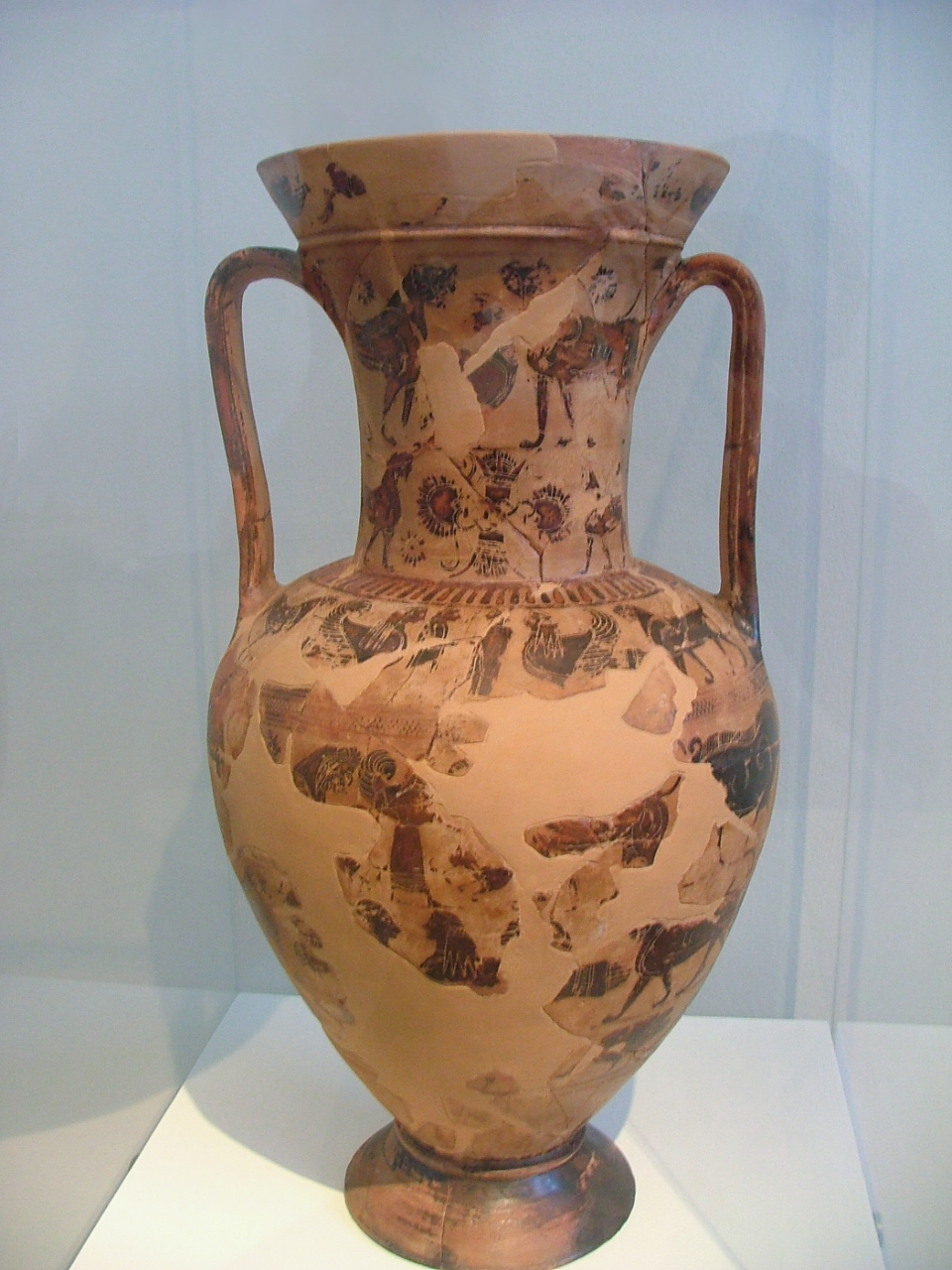
Anfora a figure nere proveniente da Maratona, Museo archeologico nazionale, Atene

Sofilo portò avanti la tradizione del Pittore della Gorgone. Non fu un buon disegnatore, ma le sue rappresentazioni mitologiche con molte figure, curate nei minimi particolari, anticiparono quelle di Kleitias benché non ne possiedano la stessa finezza di tratto e chiarezza compositiva. Le qualità di Sofilo sono piuttosto l'immediatezza espressiva e un carattere gioioso, che si esprime nella tendenza a produrre vasi colorati invece che sobriamente scuri, come è tipico delle figure nere attiche immediatamente successive, una tendenza che è adesione alla tradizionale influenza corinzia e che è manifesta nella pratica di stendere il bianco direttamente sull'argilla piuttosto che sulla base di pittura nera e nella singolare pittura rossa e opaca utilizzata per i contorni e i dettagli.
È il primo ceramografo greco il cui nome ci sia noto. La sua firma ci è giunta su quattro vasi di soggetto mitologico appartenenti al periodo tardo della sua attività, dopo un periodo di prevalente decorazione animalesca.

## Opere firmate
- Sul dinos i cui frammenti sono stati trovati sull'Acropoli di Atene nel 1883 (Acropolis Coll.: 1.587),[1] la scena mitologica correva da destra intorno al vaso con una composizione molto elaborata; malgrado la frammentarietà del vaso il confronto con l'esemplare del British Museum e con il Vaso François, recanti lo stesso soggetto, ne ha reso possibile l'interpretazione. Il tema della decorazione era il matrimonio di Peleo e Teti con la visita degli dei. All'estrema destra la casa di Peleo è la prima rappresentazione conosciuta di un edificio dipinto su vaso.[2]  La firma del ceramografo si trova su un frammento conservato, tra la porta e la colonna appartenenti a questo edificio.
- Il Dinos Erskine,[3] proveniente dalla collezione di Robert Erskine, è stato acquistato dal British Museum nel 1971. Il fregio superiore rappresenta il matrimonio tra Peleo e Teti con la processione degli dei al palazzo di Peleo. La firma di Sofilo come ceramografo si trova tra le colonne della facciata del palazzo (distilo in antis). Al di sotto della scena mitologica e poi ancora sul supporto si susseguono fregi animaleschi e intrecci fitomorfi che rimandano alla tradizione del Pittore della Gorgone.
- Di un altro dinos trovato in Tessalia e ora conservato ad Atene[4] ci restano alcuni fregi con animali che mostrano come l'autore, soprattutto nella fase tarda, avesse iniziato a volgere la propria attenzione prevalentemente agli aspetti narrativi e mitologici della decorazione, rispetto a quelli animaleschi. Della scena mitologica ci è giunto solo un frammento; su di esso una firma attribuisce a Sofilo la decorazione del vaso, ma sulla sinistra si trova l'inizio di una seconda firma che è possibile immaginare seguita dal predicato mepoiesen e che in tal caso ne indicherebbe il concorso anche come ceramista. Sulla destra del frammento vi è il nome di una figura perduta, Achiles (per Achille); infine, accanto alla firma del ceramografo vi è un'iscrizione, rara nell'antichità, che indica il soggetto dell'immagine: «I giochi in onore di Patroclo». Si è conservata parte della corsa di carri, insieme ad un piccolo palco pieno di spettatori che gesticolano evidentemente in preda ad entusiasmo sportivo. Anche questo soggetto verrà ripreso sul Vaso François dove viene rappresentata solo la corsa dei carri, mentre è probabile che sul dinos di Sofilo fossero state rappresentate altre scene legate all'evento.
- Il quarto vaso firmato da Sophilos è un cratere, anch'esso frammentario e conservato ad Atene.[5]